# John Lanneau McMillan

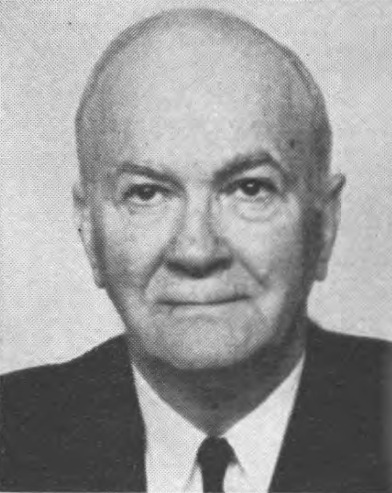
John Lanneau McMillan (1965)

John Lanneau McMillan (* 12. April 1898 bei Mullins, South Carolina; † 3. September 1979 in Florence, South Carolina) war ein US-amerikanischer Politiker (Demokratische Partei).

## Werdegang
John McMillan wurde am 12. April 1898 auf einer Farm im Marion County geboren. Er besuchte die Mullins High School, die University of North Carolina, sowie die University of South Carolina Law School und die National Law School in Washington, D.C.
McMillian wurde in den 76. Kongress gewählt und in die sechzehn nachfolgenden US-Kongresse wiedergewählt. Er war im US-Repräsentantenhaus vom 3. Januar 1939 bis zum 3. Januar 1973 tätig. Bei seinem Wiederwahlversuch 1972 in den 93. Kongress erlitt er eine Niederlage.
In seiner Amtszeit war er 1956 an der Verfassung des Southern Manifesto beteiligt, das sich gegen die Rassenintegration an öffentlichen Einrichtungen aussprach. Des Weiteren wurde er als Repräsentant des US-Kongresses gewählt, um diesen in der Interparliamentary Union in London 1960 und in Tokio 1961 zu repräsentieren. Er war auch Vorsitzender des Committee on District of Columbia (79., 81., 82. und 84. bis 92. Kongress).
John Lanneau McMillan starb am 3. September 1979 auf seinem Anwesen in Florence, South Carolina. Er wurde auf dem McMillian Familienfriedhof in Mullins beerdigt.